# Per Olof Moberger
Per Olof Moberger, född  2 maj 1799 i Västervik, Kalmar län, död 1 juli 1873 i Västerlösa landskommun, Östergötlands län, var en svensk präst. 

## Biografi
Per Olof Moberger föddes 1799 i Västervik. Han var son till rektorn därstädes. Moberger blev höstterminen 1817 student vid Uppsala universitet, Uppsala och prästvigdes 24 november 1822. Han tog pastoralexamen 15 maj 1835 och blev 21 november 1838 komminister i Kvillinge församling med tillträde 1839. Moberger blev 19 september 1841 komminister i Heda församling, Röks pastorat med tillträde 1843 och blev 17 september 1849 komminister i Vikingstads församling, Vikingstads pastorat med tillträde 1850.  Den 19 juni 1861 blev han kyrkoherde i Västerlösa församling med tillträde 1862. Han avled där 1873.

### Familj
Moberger gifte sig första gången 15 maj 1838 med Maria Beata Berg (1807–1841). Hon var dotter till inspektoren Sven Berg och Maria Rollin på Torönsborg. De fick tillsammans sonen Arvid Theodor (1839–1855).
Moberger gifte sig andra gången 5 januari 1843 med Carolina Maria Falk (1814–1875). Hon var dotter till komministern i Västra Stenby socken och hade tidigare varit gift med kyrkoherden Johan Adolf Sondén i Regna socken. Moberger och Falk fick tillsammans barnen Per Axel Conrad (1844), Carl August Victor (1846–1848), Hedvig Christina Ulrica (1847–1847), Christian Hjalmar Verner (född 1848), Carolina Dorothea Charlotta (1850–1850), Marcus Vilhelm Vindician (1851–1914) och Emil Victor Hilarius (1852–1909).